# Jenkinsia
Jenkinsia é um género de peixe da família Clupeidae.
Este género contém as seguintes espécies:
- Jenkinsia parvula